# دالي أحمد باشا
دالي أحمد باشا هو أول مسؤول عثماني يعينه السلطان العثماني لمدة ثلاث سنوات (1586-1589)، واضعا حد للصراعات على السلطة داخل أيالة الجزائر.

## بداية عهد الباشوات الثلاثون في الجزائر
كانت مناطق الشمال الأفريقي التابعة للنفوذ العثماني تتكون من ثلاث اقسام على رأس كل قسم باشا، وهي طرابلس، تونس والجزائر وكانت هذه الاقسام الثلاث تابعة لشخص يعينه الباب العالي يحمل اسم باي لارباي افريقيا والذي يكون مقره غالبا الجزائر.
و نظرا لظروف تلك الفترة من صراعات في البحر الابيض المتوسط مع اسبانيا والنابولي وصقلية وفرسان مالطا كان اسناد لقب باي افريقيا يكون لقائد عسكري قوي وسياسي محنك لقيادة تلك الصراعات وغالبا في فترة البايات الممتدة من خير الدين بربروس إلى قلج علي كل من تقلد منصب باشا الجزائر يتقلد منصب الباي وبعدها منصب قائد الاسطول العثماني في البحر الابيض المتوسط ومن ثم منصب قبطان باشا القائد العام للاساطيل العثمانية نظرا لدرايته بالحروب البحرية وعاين هذه المشاكل وواجهها.
لكن بعد موت قلج علي خفت العداوة بين الامبراطورية الاسبانية والامبراطورية العثمانية واصيبت العلاقات بين ملك فرنسا والسلطان العثماني بالفتور ادى ذلك إلى تغير معطيات المشاكل التي كانت تواجهها القسطنطنية في حوض البحر الابيض المتوسط إضافة إلى مخاوف الباب العالي القديمة من انفصال المغرب العربي الذي كانت تسند قيادته إلى شخص واحد. كل هذه العوامل جعلت القيادة في القسطنطنية تلغي منصب باي لارباي افريقيا واسناد منصب باشا طرابلس، تونس والجزائر كل على حدى ويكون تعيينه مباشرة من الباب العالي، ولمدة محدودة بثلاث سنوات، وبهذا يبدأ عهد جديد سمي في التأريخ الجزائري بعهد الباشوات الثلاثون نظرا لأن عددهم سيكون ثلاثون بالتتابع لتظهر بعدها صيغة أخرى للحكم بالجزائر سميت بعهد الأغوات.
قاد بنفسه العمليات ما بين 1586 و1588، في سواحل صقلية ومملكة نابولي، والولايات البابوية، وكورسيكا وإسبانيا، وحقق غنائم كثيرة. كما كلف بمهام أخرى في طرابلس سنة 1589.
تلاه خيزر باشا على رأس إيالة الجزائر.
مات في حملة طرابلس في ليبيا والتي هدفت إلى استعادة السلطة العثمانية عليها.